# Остапівка (Золотоніський район)
 Оста́півка — село в Україні, у Золотоніському районі Черкаської області. Входить до складу Шрамківської сільської громади. Розташоване на правому березі річки Чумгак за 24 км від селища Драбів. Межує з селами Свічківка, Митлашівка, Перервинці, Коломиці. Площа населеного пункту — 261,0 га. Чисельність населення — 273 чоловіка (на 2001 рік).

## Історія
Першими поселенцями були Максим і Мусій Чернявські та Мотря Козариха. У 1716 році вони продали свої володіння за 24 рублі козаку Лубенського полку Матвію Остапенку, який заселив та розбудував село і дав йому назву Остапівка.
Хутір Остапівка був приписаний до Миколаївської церкви в Свічківці.
Остапівка є на мапі 1816 року як хутір Астапівській.
Під час голодомору в селі від голоду померло 67 осіб.
У роки радянсько-німецької війни загинуло 56 жителів села. 23 вересня 1943 року село відвойоване у німецько-нацистських загарбників. Загиблим воїнам-землякам споруджено обеліск.
8 жовтня 1991 року в результаті поділу Митлашівської сільської ради створена Остапівська сільська рада, за період існування якої сільськими головами були обрані Тканка Володимир, Панімаш Петро, Дейнеко Надія, Карабань Петро, Голобородько Микола та Чечот Юхим.

## Сучасність
На території села працюють: ТОВ «Продсільпром» (директор Буцько Сергій), 3 селянсько-фермерських господарств: «Прометей» (голова Михайло Мороз), «Велес» (голова Буцько Сергій), «Берегиня» (голова Мороз Олена); НВК «ЗОШ І ступеня — дошкільний навчальний заклад», сільський клуб, бібліотека, два магазини, приватні підприємці.